# (34877) Tremsin
(34877) Tremsin es un asteroide perteneciente al cinturón de asteroides, descubierto el 16 de octubre de 2001 por el equipo del Lincoln Near-Earth Asteroid Research desde el Laboratorio Lincoln, Socorro, Nuevo México.

## Designación y nombre
Designado provisionalmente como  2001 UQ34. Fue nombrado por Vasily Antonovich Tremsin (nacido en 1999) quien recibió el premio al mejor de su categoría y el primer puesto en la Feria Internacional de Ciencias e Ingeniería de Intel de 2018 por su proyecto de ciencias de la Tierra y el medio ambiente. Asistió a la Escuela Secundaria Campolindo, Moraga, California, EUA.

## Características orbitales
Tremsin está situado a una distancia media del Sol de 2,340 ua, pudiendo alejarse hasta 2,684 ua y acercarse hasta 1,997 ua. Su excentricidad es 0,147 y la inclinación orbital 6,797 grados. Emplea 1307,84 días en completar una órbita alrededor del Sol.

## Características físicas
La magnitud absoluta de Tremsin es 15,95. 